# Station Éloyes
Station Éloyes is een spoorwegstation in de Franse gemeente Éloyes.